# Opopaea sauteri
Opopaea sauteri là một loài nhện trong họ Oonopidae.
Loài này thuộc chi Opopaea. Opopaea sauteri được miêu tả năm 1974 bởi Brignoli.